# معركة كبريت
معركة كبريت إحدى معارك حرب أكتوبر. 

## الكتيبة 603
كانت مهمة الكتيبتين 601 و603 محددة في إشغال العدو والتمويه والتصدي له عند منطقة الممرات وتحديدا ممرا متلا والجدي، بدأت عملية الاقتحام في هذا الوقت باقتحام البحيرات المرة الصغري تحت غطاء من نيران المدفعية والقصف الجوي المصري في الواحدة والنصف ظهرا، أي قبل العبور بنصف ساعة ثم التحرك شرقا علي طريق الطاسة ثم طريق الممرات بهدف الاستيلاء علي المدخل الغربي لممر متلا، مضت الكتيبة نحو الممرات، كان الهدف هو منع العدو القادم من التقدم إلي سيناء وكانت مهمة كتيبة أن تتحرك بإتجاه ممر متلا والأخرى تتحرك بإتجاه ممر الجدي.

## نقطة كبريت الحصينة
كانت النقطة الحصينة في كبريت مقرا لإحدى القيادات الإسرائيلية الفرعية، ضمن خط بارليف وملتقي الطرق العرضية شرق القناة، وهو الأمر الذي عكس أهمية القاعدة إذ يمكن من خلالها السيطرة علي كافة التحركات شرق أو غرب منطقة كبريت، وهي تقع في المنطقة الفاصلة بين الجيشين الثاني والثالث المصريين، وعلاوة علي ذلك تقع في أضيق منطقة بين البحيرات المرة الكبرى والصغرر والمسافة بين الشاطئين الشرقي والغربي عند هذه المنطقة لا تزيد على 005 مترا، وتوجد في الوسط جزيرة يستطيع من خلالها العدو تطويق الجيش الثالث والوصول لمدينة السويس.
كان هذا الموقع الذي تمت إقامته في «كبريت» يتحمل الموجات الانفجارية لجميع أنواع القنابل حتى زنة ألف رطل. وكان يتوفر داخل النقطة إمكانات الاكتفاء الذاتي لمدة شهر ويزيد، وغرفة عمليات جراحية كاملة التجهيز وكميات كبيرة من الأدوية والمعدات الطبية.

## اقتحام الموقع
وقد وصلت معلومات للقيادة العامة للقوات المسلحة تفيد بأن الإسرائيليين بدأوا في تجميع قواتهم نحو نقطة كبريت للقيام بعملية اختراق عميق للقوات المصرية، وكانت النقطة القوية في كبريت لم تسقط بعد في العبور الأول. فكلفت الكتيبة 603 مشاه باقتحام هذه النقطة والاستيلاء عليها.
وبالفعل في تمام الساعة 6:30 من يوم التاسع من أكتوبر تحركت الكتيبة في اتجاه كبريت، وكانت الخطة تقضي باستغلال نيران المدفعية والدبابات لاقتحام الموقع من اتجاهي الشرق والجنوب بسرية مشاة، في الوقت الذي تقوم باقي وحدات الكتيبة بعزل وحصار من جميع الاتجاهات لمنع تقدم قوات احتياطي العدو الإسرائيلي. تمت مهاجمة النقطة القوية واقتحامها الساعة 21:30 نفس اليوم.
قام بإبلاغ قيادته بتنفيذ المهمة وانتظر الأوامر. وجاء الرد للمقدم إبراهيم عبد التواب بالاستمرار في تنفيذ المهمة والتمسك بالموقع والسيطرة على المنطقة المحيطة به مهما كلّف ذلك من تضحيات، وكلف قائد الكتيبة عناصر المهندسين بزرع حقول الألغام المضادة للدبابات علي طرق الاقتراب المحتملة للقوات الإسرائيلية وتجهيز مداخل المنطقة بحقول ألغام.

## الحصار
بعد ثلاثة أيام من الاستيلاء علي الموقع كانت تحركات العدو تشير إلى استعداده للهجوم لاستعادة النقطة، فرأى قائد الكتيبة ضرورة القيام بخطة مضادة لإفشال الاستعدادات الإسرائيلية وذلك بتنفيذ غارات ليلية على القوات المتجمعة بالقرب من النقطة وإحداث أكبر خسائر بها، وكانت الغارات تتكون من ضابط وأربعة أفراد فقط وقد أدت هذه الغارات إلى إشاعة الذعر بين صفوف الإسرائيليين وتكبيدهم خسائر كبيرة.
كانت الغارات الجوية مستمرة، أكثر من 2500 طن من مادة 'T.N.T' تم إلقاؤها من الطائرات علي الموقع.
بدأت مواقع المدفعية الإسرائيلية المجاورة توجه ضرباتها إلي موقع كبريت غير أن إبراهيم عبد التواب طلب من أفراد الكتيبة عدم الرد إلا بإشارة منه، وطلب من الجميع أن يبقوا في وضع الاستعداد.
كان الملازم سامي حجازي مسئولا عن نقطة المراقبة الخارجية وكان يبلغ المعلومات إلى القيادة أولا بأول، وفي هذا الوقت أبلغ بتقدم الدبابات الإسرائيلية بحوالي 20 دبابة من جهة الغرب، غير أن الدبابات دخلت في حقل ألغام كانت قد زرعته القوات المصرية.
هنا أصدر القائد إبراهيم عبد التواب أوامره بالضرب والهجوم، فأصيب الإسرائيليون بحالة من الذعر الشديد وتم تدمير حوالي 16 دبابة إسرائيلية مما اضطر الآخرين إلى الهروب.
حاولت سيارة إسرائيلية الاقتراب من الموقع، فقام أحد أفراد الكتيبة بضربها، فانقلبت وتم أسر ثلاثة جنود إسرائيليين كانوا علي متنها. وأثناء التحقيق معهم، كشف الأسري عن غارة إسرائيلية ضخمة يعد لها بهدف دك الكتيبة في الخامسة مساء، وبالفعل أربع طائرات فانتوم دكت الموقع بشراسة. ولكن رغم ذلك ظلت القوات صامدة. ولم يستطع الإسرائيليون اقتحام الموقع مجددا.
تم تدمير 27 دبابة وعربة مدرعة إسرائيلية مدمرة حول الموقع.
استشهد معظم أفراد الكتيبة وعلى رأسهم المقدم إبراهيم عبد التواب الذي استشهد في يوم 14 يناير 1974.
ظلت الكتيبة صامدة في موقعها لمدة 114 يوما. حتى جاء يوم 20 فبراير 1974 وانسحبت إسرائيل إلى خط المضايق الجبلية تنفيذا لاتفاقية فك الاشتباك ورفع الحصار عن الموقع.